# Калиновка (Ромненский район)
В Амурской области также есть Калиновка в Магдагачинском районе и Калиновка в Серышевском районе.
Кали́новка — село в Ромненском районе Амурской области, Россия. Входит в Ромненский сельсовет.

## География
Село Калиновка расположено в 7 км к юго-востоку от районного центра Ромненского района села Ромны.
Село Калиновка стоит в верховьях реки Чергаль (левый приток реки Горбыль, бассейн реки Томь).

## Население
| 2002 | 2010 | 2012 | 2013 | 2014 | 2015 | 2016 |
| ---- | ---- | ---- | ---- | ---- | ---- | ---- |
| 309  | ↘220 | ↘208 | ↗212 | ↘206 | ↗207 | ↘204 |
| 2017 | 2018 |      |      |      |      |      |
| ↘203 | ↘192 |      |      |      |      |      |

По данным переписи 1926 года по Дальневосточному краю, в населённом пункте числилось 98 хозяйств и 459 жителей (245 мужчин и 214 женщин), из которых преобладающая национальность — украинцы (70 хозяйств).